# Lygocoris laureae
Lygocoris laureae är en insektsart som först beskrevs av Knight 1917.  Lygocoris laureae ingår i släktet Lygocoris och familjen ängsskinnbaggar. Inga underarter finns listade i Catalogue of Life.